# Bistum Lurín
Das Bistum Lurín (lateinisch Dioecesis Lurinensis, spanisch Diócesis de Lurín) ist ein in Peru gelegenes römisch-katholisches Bistum. 

## Sprengel
Das Bistum umfasst zehn Distrikte im Süden von Lima. Es sind, von Westen nach Süden, die Distrikte San Juan de Miraflores, Villa El Salvador, Villa María del Triunfo, Pachacámac, Lurín (der namengebende Distrikt), Punta Hermosa, Punta Negra, San Bartolo, Santa María del Mar und Pucusana.

## Geschichte
Das Bistum Lurín wurde am 14. Dezember 1996 aus Gebietsabtretungen des Erzbistums Lima errichtet und diesem als Suffraganbistum unterstellt. Die Vorarbeit für die Gründung hatte Weihbischof Germán Schmitz geleistet.

## Bischöfe von Lurín
- José Ramón Gurruchaga Ezama SDB, 14. Dezember 1996–17. Juni 2006
- Carlos García Camader, seit 17. Juni 2006